# 渡辺英朗
渡辺 英朗（わたなべ ひであき、1980年9月20日 - ）は、日本の政治家。第3代福井県三方上中郡若狭町長。

## 来歴
福井県三方郡三方町成願寺（現・三方上中郡若狭町）出身。福井県立美方高等学校普通科を経て國學院大學文学部卒業。闇見神社禰宜。2013年に町議に初当選し、副議長など歴任。

### 2021年若狭町長選挙
2020年4月30日に若狭町長選挙に立候補する意向を固めて、同日に町議を辞職した。2021年4月11日、新人を破って初当選を果たした。5月1日、町長に就任した。
※当日有権者数：12,089人 最終投票率：76.89%（前回比：+15.76pts）
| 候補者名 | 年齢 | 所属党派 | 新旧別 | 得票数  | 得票率 | 推薦・支持 |
| -------- | ---- | -------- | ------ | ------- | ------ | ---------- |
| 渡辺英朗 | 40   | 無所属   | 新     | 5,310票 | 57.6%  | -          |
| 藤本武士 | 56   | 無所属   | 新     | 3,909票 | 42.4%  | -          |

M-1グランプリ2022にて、福井県住みます芸人の飯めしあがれこにおとのお笑いコンビ「こにおと若狭町長」として出場し、2回戦に進出した。